# Madera (Messico)
Madera è una municipalità dello stato di Chihuahua, nel Messico settentrionale, il cui capoluogo è la località omonima.
Conta 29.611 abitanti (2010) e ha una estensione di 8.763,04 km².	

## Origini del nome
Il nome del paese si deve all'intenso sfruttamento forestale della zona: infatti madera vuol dire legno in spagnolo.

## Storia
La prima autorità spagnola fu fondata intorno all'anno 1741 a Mineral de Guaynopa, dipendente dall'Ufficio del Sindaco di Cusihuiriachi; fu parte del comune di Temósachi dal 1826 all'11 luglio 1911. Durante il periodo di Abraham González come Governatore dello Stato di Chihuahua, detta parte fu segregata, e quando ottenne l'autonomia municipale e nel luglio 1931, il comune di Dolores fu annesso come sezione municipale. Il capoluogo divenne la città di Madera, che nasce come segheria di legname. Il 19 maggio 1907 fu inaugurata la stazione ferroviaria, che contribuì ad una maggiore crescita del paese, dove già nel 1906 si era insediata la "Sierra Madre Land Lumber Company", in un punto chiamato Ciénega de San Pedro. L'11 luglio 1911, il governatore Abraham González decretò la creazione definitiva del comune. Il 23 settembre 1968, la caserma militare di Madera fu attaccata da un gruppo guidato da Arturo Gámiz e Pablo Gómez Ramírez, ma i militari ebbero la meglio sugli attaccanti. Oggi Madera è considerata il "Congelatore del Messico", poiché ha temperature invernali fino a -25°C, e possono esserci anche fino 5 nevicate in inverno.

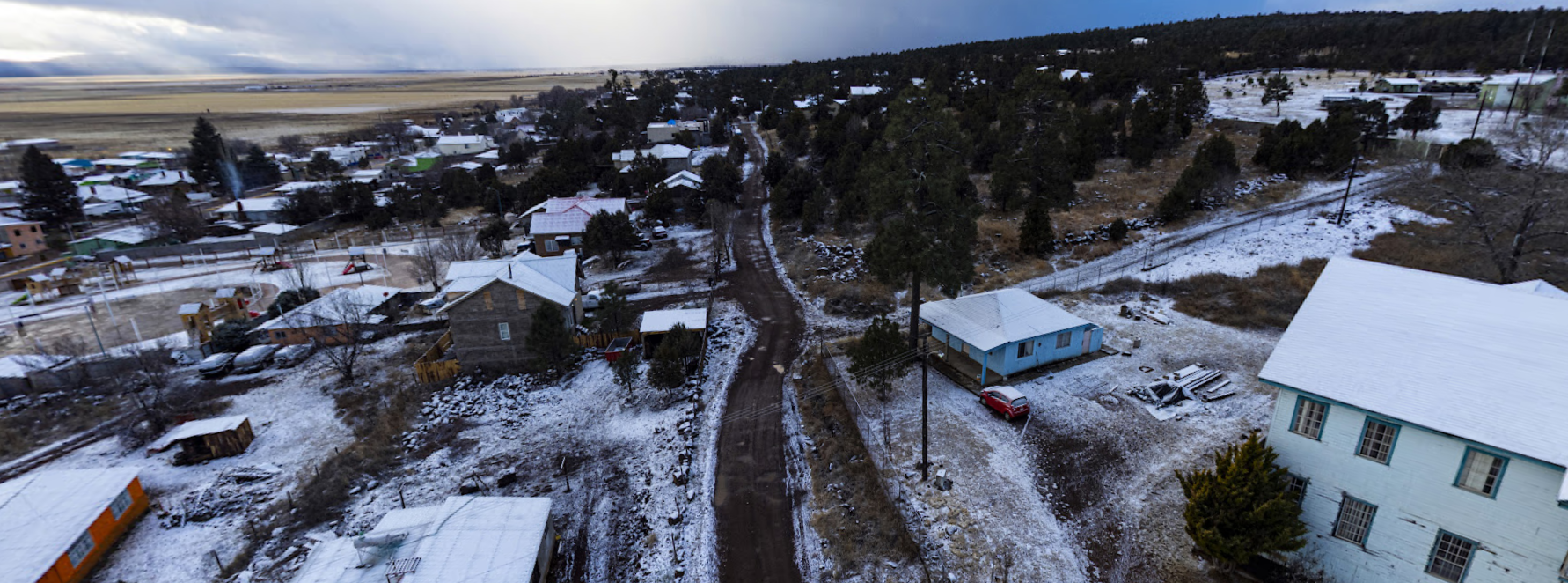
Panorama di Madera dopo una nevicata in inverno

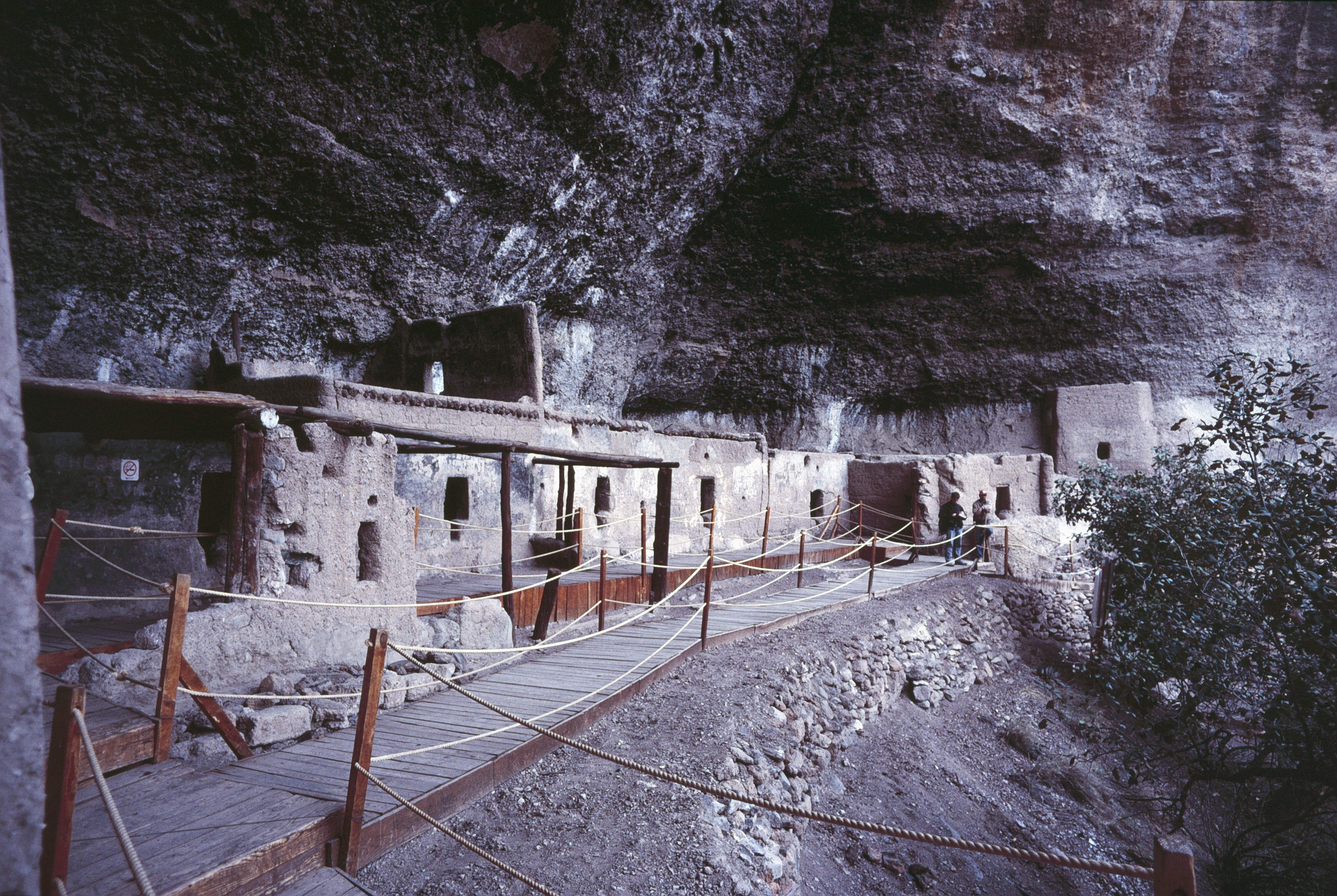
Sito archeologico di Cuarenta Casas

## Amministrazione
Come per la maggior parte dei comuni del Messico, anche a Madera le elezioni comunali si tengono ogni tre anni. Il comune ha un totale di 220 frazioni, includendo il capoluogo, gli abitanti risultavano essere 29.611 nel 2010.
| DENOMINAZIONE                      | ABITANTI |
| ---------------------------------- | -------- |
| Madera (capoluogo)                 | 15 447   |
| El Largo                           | 3 522    |
| Nicolás Bravo                      | 1 862    |
| Las Varas (Estación Babícora)      | 1 417    |
| Mesa del Huracán (Chihuahuita)     | 1 102    |
| La Norteña                         | 822      |
| Nuevo Madera                       | 460      |
| Mesa de la Simona                  | 306      |
| Arroyo Amplio (Mineral de Dolores) | 255      |
| Las Pomas                          | 61       |
| Totale nel comune                  | 29 611   |

| Nome sindaco                              | Periodo     | Partito |
| Gumersindo Terrazas                       | 1912        | N/D     |
| Enrique G. Delgado Guzmán                 | 1912        | N/D     |
| Esteban Valle Ramos                       | 1916        | N/D     |
| Enrique G. Delgado Guzmán (rieletto)      | 1916 - 1918 | N/D     |
| Alejandro Moya (interim)                  | 1918        | N/D     |
| Gumersindo Terrazas (rieletto)            | 1919 - 1921 | N/D     |
| Lauro Nava Nava                           | 1922 - 1924 | N/D     |
| Juan B. Macías Vargas                     | 1924 - 1925 | N/D     |
| Luis Sáenz Chávez                         | 1926 - 1927 | N/D     |
| Melitón Chávez y Chávez                   | 1928 - 1929 | N/D     |
| Carlos Molinar                            | 1930 - 1931 | PNR     |
| Guillermo Salas Nájera                    | 1932 - 1933 | PNR     |
| Carlos Molinar                            | 1934 - 1935 | PNR     |
| Agustín Mendoza                           | 1936 -1937  | PNR     |
| Guillermo Salas Nájera (interim)          | 1938        | PNR     |
| Pilar Ordóñez Anchondo                    | 1938 - 1939 | PNR     |
| Elfego Bencomo Licano                     | 1940 - 1941 | PRM     |
| Herminio García Fierro                    | 1942 - 1943 | PRM     |
| Antioco Armendáriz Baca                   | 1944 - 1946 | PRM     |
| Gonzalo Carranza Ochoa                    | 1947 - 1949 | PRI     |
| Pedro Valdez Mendoza                      | 1950 - 1952 | PRI     |
| Antonio Bencomo Casavantes                | 1953 - 1955 | PRI     |
| Neftalí Loya Frías (interim)              | 1955        | PRI     |
| Pablo Luévano López (interim)             | 1956        | PRI     |
| Baltazar Gamboa Chávez                    | 1956 - 1959 | PRI     |
| Fidel León García                         | 1959 - 1962 | PRI     |
| Ernesto D. Castellanos Córdoba            | 1962 - 1965 | PRI     |
| Guadalupe Bustillos Márquez               | 1965 - 1968 | PRI     |
| Gilberto García Domínguez                 | 1968 - 1971 | PRI     |
| Rafael Quiñones Vargas                    | 1971 - 1974 | PRI     |
| Joaquín Guevara Márquez                   | 1974 - 1977 | PRI     |
| Ángel Francisco Leal Estrada              | 1977 - 1978 | PRI     |
| Guillermo Jáquez Sotelo                   | 1978 - 1980 | PRI     |
| Alberto Campa Murrieta                    | 1980 - 1983 | PRI     |
| Fidencio Ibáñez Vélez                     | 1983 - 1984 | PRI     |
| Raúl Jaquez Sotelo                        | 1984 - 1986 | PRI     |
| Roberto Landeros Duarte                   | 1986 - 1989 | PRI     |
| Humberto Pérez Rodríguez                  | 1989 - 1992 | PRI     |
| Arturo Solís Domínguez (interim)          | 1992        | PRI     |
| Salvador Chacón Jáquez (interim)          | 1992        | PRI     |
| Orestes Chávez Chavira                    | 1992 - 1995 | PAN     |
| Alfredo Calzadillas Márquez               | 1995 - 1998 | PRI     |
| José Alfredo Vázquez Fernández            | 1998 - 2001 | PAN     |
| Daniel Pérez Rodríguez                    | 2001 - 2004 | PRI     |
| José Alfredo Vázquez Fernández (rieletto) | 2004 - 2007 | PAN     |
| Reyes González Ramos                      | 2007 - 2010 | PAN     |
| Gilberto Estrada Talamantes               | 2010 - 2013 | PRI     |
| Pablo Granados Rascón                     | 2013 - 2016 | PRI     |
| Jaime Torres Amaya                        | 2016 - 2018 | PAN     |
| Jaime Torres Amaya (rieletto)             | 2018 - 2021 | PAN     |
| Marcelino Prieto Carreón                  | 2021 - 2024 | PAN     |
| Arnoldo Jaquez Pérez                      | 2024 - 2027 | MORENA  |

## Clima
Il clima di Madera è vario, data l'estensione territoriale del comune, l'altitudine e la sua posizione geografica, che permette al clima di essere molto freddo durante l'inverno, con abbondanti nevicate e temperature fino a -25 °C. Le nevicate possono arrivare fino a 30 cm. Tuttavia le estati sono calde, durante la stagione delle piogge tendono a essere molto fresche. La temperatura media massima è di 27 °C in estate, e di 10 °C in inverno, mentre la temperatura media minima è di 10 °C in estate e -7 °C in inverno, la piovosità è di 757 mm. con una media annua di 87 giorni di pioggia e un'umidità relativa del 70%, il che favorisce, a questa regione, vaste zone alpine e molta vegetazione. 
| Mesi                                   | Gen.  | Feb.  | Mar. | Apr.  | Mag. | Giu. | Lug. | Ago. | Set. | Ott.  | Nov.  | Dic.  | Annuale |
| -------------------------------------- | ----- | ----- | ---- | ----- | ---- | ---- | ---- | ---- | ---- | ----- | ----- | ----- | ------- |
| Temperatura massima (°C)               | 24.0  | 27.0  | 29.0 | 33.0  | 37.0 | 40.0 | 39.0 | 38.3 | 39.0 | 38.2  | 34.2  | 27.0  | 40.0    |
| Temperatura minima (°C)                | -42.0 | -20.0 | -7.0 | -11.0 | -8.0 | -4.0 | 1.0  | 1.0  | -3.0 | -11.0 | -17.0 | -32.0 | -42.0   |
| Giorni di pioggia (≥ 0.5 mm)           | 4.9   | 4.8   | 3.0  | 2.5   | 2.7  | 7.8  | 17.8 | 16.8 | 9.6  | 4.3   | 3.6   | 4.6   | 82.4    |
| Giorni di neve (≥ 1 mm)                | 4.7   | 1.8   | 0.6  | 0.0   | 0.0  | 0.0  | 0.0  | 0.0  | 0.0  | 0.2   | 0.5   | 2.7   | 9.0     |
| Fonte: Servicio Meteorológico Nacional |       |       |      |       |      |      |      |      |      |       |       |       |         |

## Luoghi di interesse
Essendo una città relativamente recente, non vi sono edifici coloniali o monumenti di rilievo, va comunque segnalato quanto segue:
CENTRO CITTA':
- Plaza "Benito Juarez", ha un chiosco in ferro battuto al centro
- Monumento a Benito Juarez, il "Benemerioto de las Americas" ha un monumento a lui dedicato su un lato della piazza
- Catedral San Pedro Apóstol e del Sagrado Corazón de Jesús
- Santuario di Nostra Signora di Guadalupe, situato su un'altura, permette una panoramica sulla città
- Plaza Fray Justo Goizueta, ha un monumento dedicato a questo frate
- Hotel Parador De La Sierra, è uno degli edifici più antichi di Madera
- Ex stazione ferroviaria, oggi è il Centro Cultural San Pedro e Biblioteca "Francisco R. Almada"
- Presidencia Municipal de Madera, ha un giardino di fronte
- La Casa del Ranchero è una casa con negozio costruita interamente in legno

FUORI DAL CENTRO:
- Ubicato a 2,3km dal centro, il Lago de los Cisnes, (lago dei cigni), è particolarmente bello durante la stagione delle piogge
- Ubicato a 45km dal centro, Cuarenta Casas, è un sito archeologico della cultura Paquimé

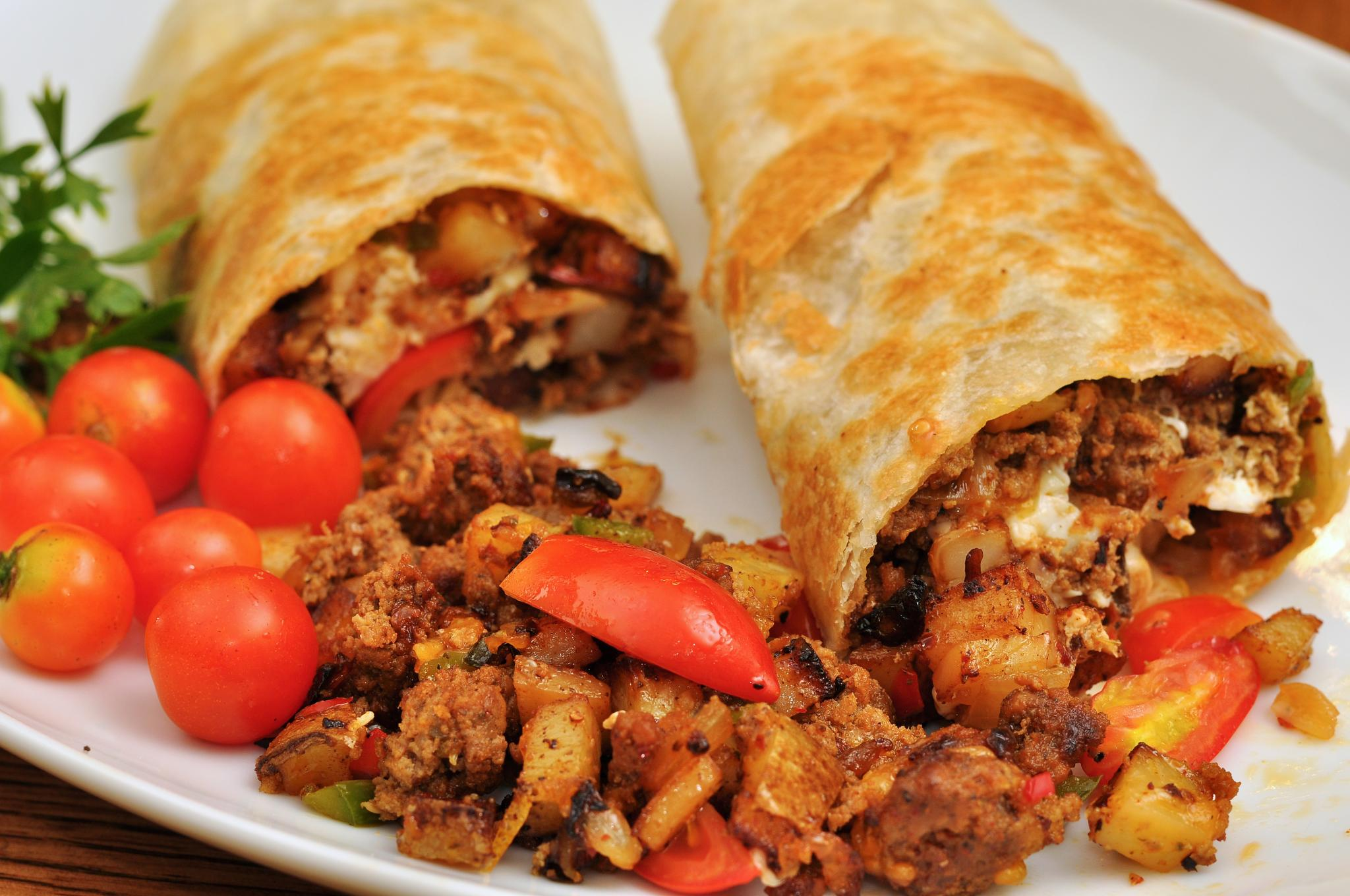
Burritos

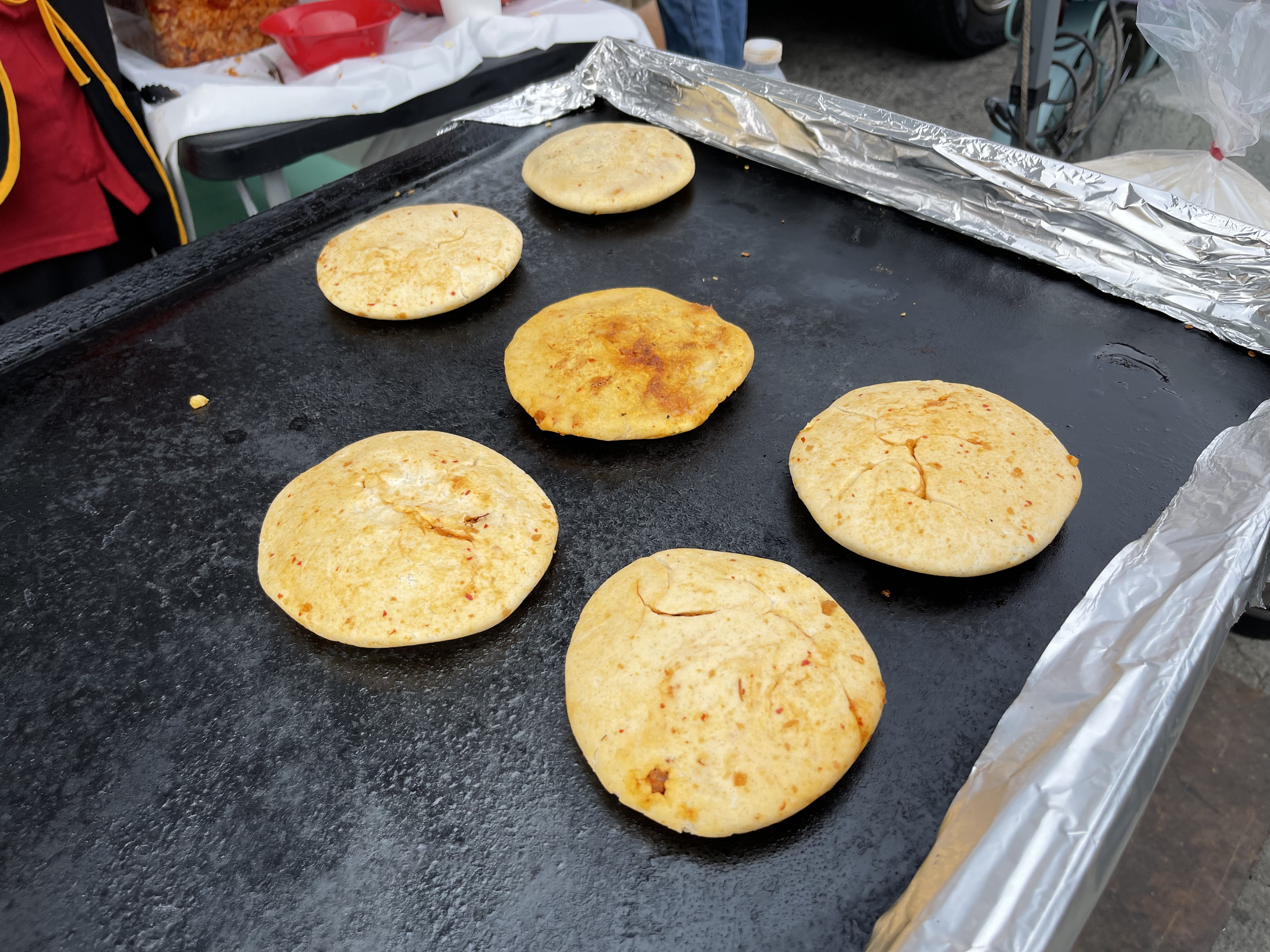
Gorditas alla piastra

## Gastronomia
BURRITOS: I burritos, tipici di tutto il Chihuahua, sono una tappa obbligata anche a Madera, combinando le grandi tortillas di farina, arrotolate ripiene con carne asada, barbacoa o qualsiasi altro tipo di stufato e anche salsicce e pezzetti.
GORDITAS DE HARINA: Questo piatto viene solitamente preparato ripieno di stufato, consiste in una grossa tortilla che viene riempita con carni di differente tipo e anche formaggio, talvolta viene cotta e tostata su una piastra.
POLLO: Tipico di Madera, (ma non solo), il pollo allo spiedo viene cotto su grandi forni a legna, o su griglia al carbone, si può mangiare direttamente sul posto o da asporto.

## Trasporti
Autobus extra-urbani: Una compagnia di autobus ha 4 o 5 partenze al giorno da un piccolo terminal nel centro di Madera, per Chihuaha, che passano per La Junta dove è possibile prendere autobus per Divisadero, Creel e San Juanito, Vi sono anche una o due partenze per Ciudad Juarez che passano per Nuevo Casas Grandes.
Aereo: Madera non ha un suo aeroporto, quelli più vicini sono l'Aeropuerto de Nuevo Casas Grandes (NCG), che dista 204km, ma ha solo voli tipo aerotaxi, e l'Aeropuerto Internacional de Chihuahua (CUU), che dista 295 km.